# Dorcadion berytense
Dorcadion berytense là một loài bọ cánh cứng trong họ Cerambycidae.